# Tsukasa Morimoto
Tsukasa Morimoto (japanisch 森本 良 Morimoto Tsukasa; * 24. Juni 1988 in Nagoya) ist ein japanischer Fußballspieler.

## Karriere
Tsukasa Morimoto erlernte das Fußballspielen in der Jugendmannschaft von Nagoya Grampus Eight und der Universitätsmannschaft der Chūkyō-Universität. Seinen ersten Vertrag unterschrieb er 2010 bei Sagan Tosu. Der Verein spielte in der zweithöchsten Liga des Landes, der J2 League. Für den Verein absolvierte er drei Ligaspiele. 2011 wechselte er zum Ligakonkurrenten Yokohama FC nach  Yokohama. Für den Verein absolvierte er 49 Ligaspiele. 2014 wurde er an den Drittligisten SC Sagamihara ausgeliehen. Für den Verein absolvierte er 14 Ligaspiele. 2015 kehrte er zum Yokohama FC zurück. Für den Verein absolvierte er zehn Ligaspiele. 2016 wechselte er zum Nara Club. Nach 106 Ligaspielen wechselte er im Januar 2021 zu Vonds Ichihara.